# Louis Niebuhr

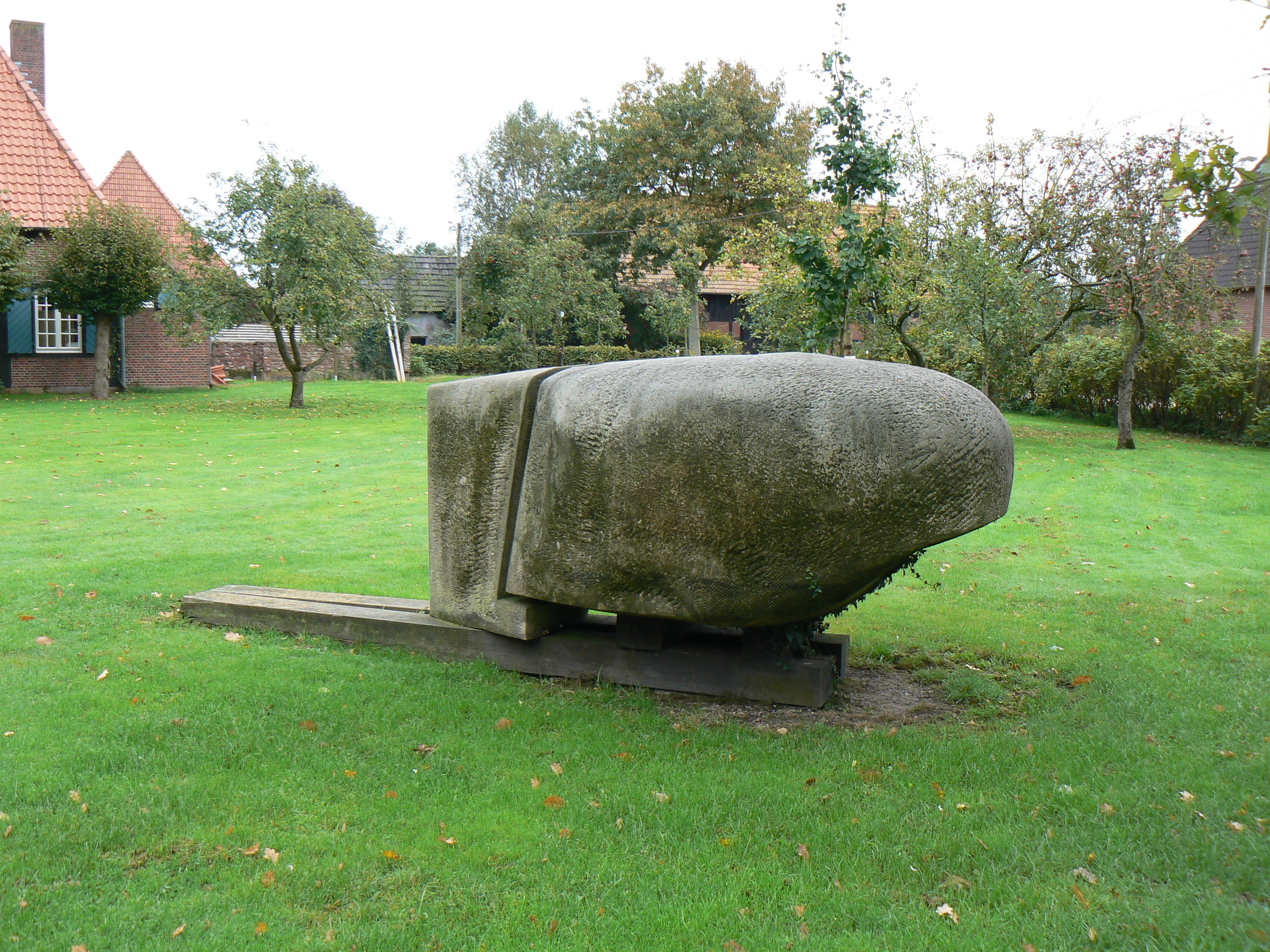
Frenswegener Kopf, 1979, Bentheimer Sandstein (Foto: 2007)

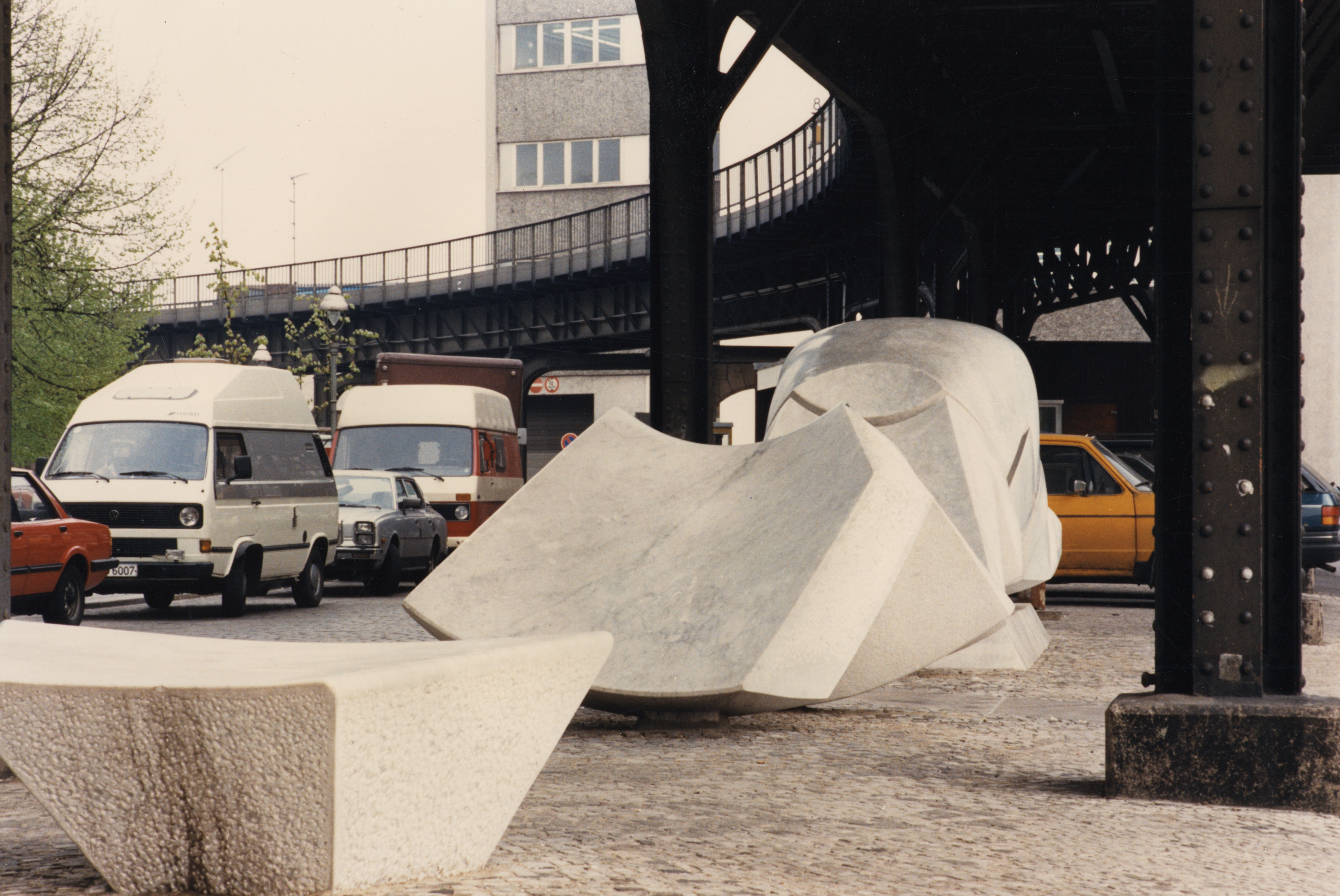
Puppenruhe, Oberbaum/Schlesisches Tor, Berlin (Foto: 1987)

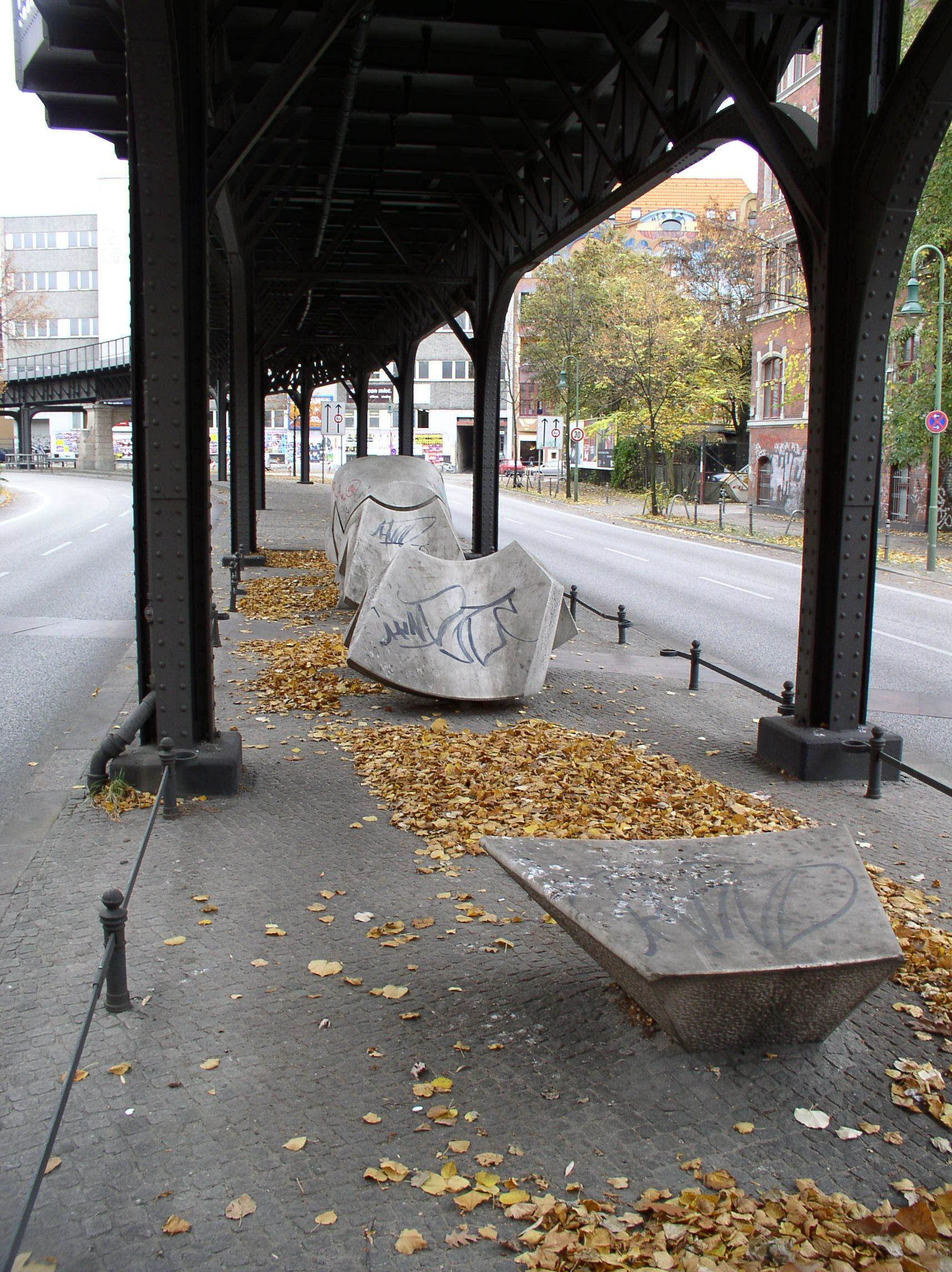
Puppenruhe, Oberbaum/Schlesisches Tor, Berlin (Foto: 2004)

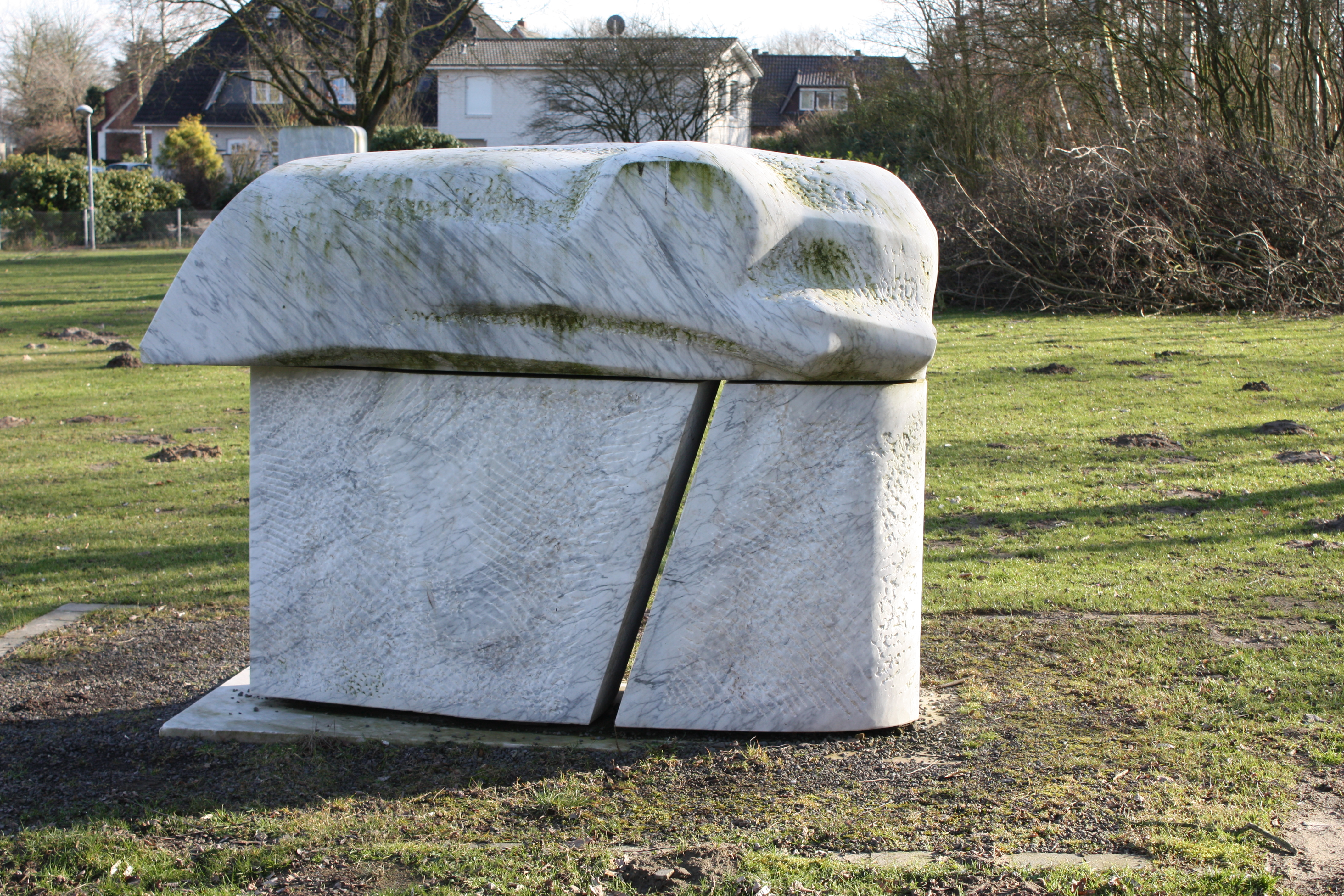
Paläotacho, 1991, Steinwiese, Gymnasium Syke (Foto: 2009)

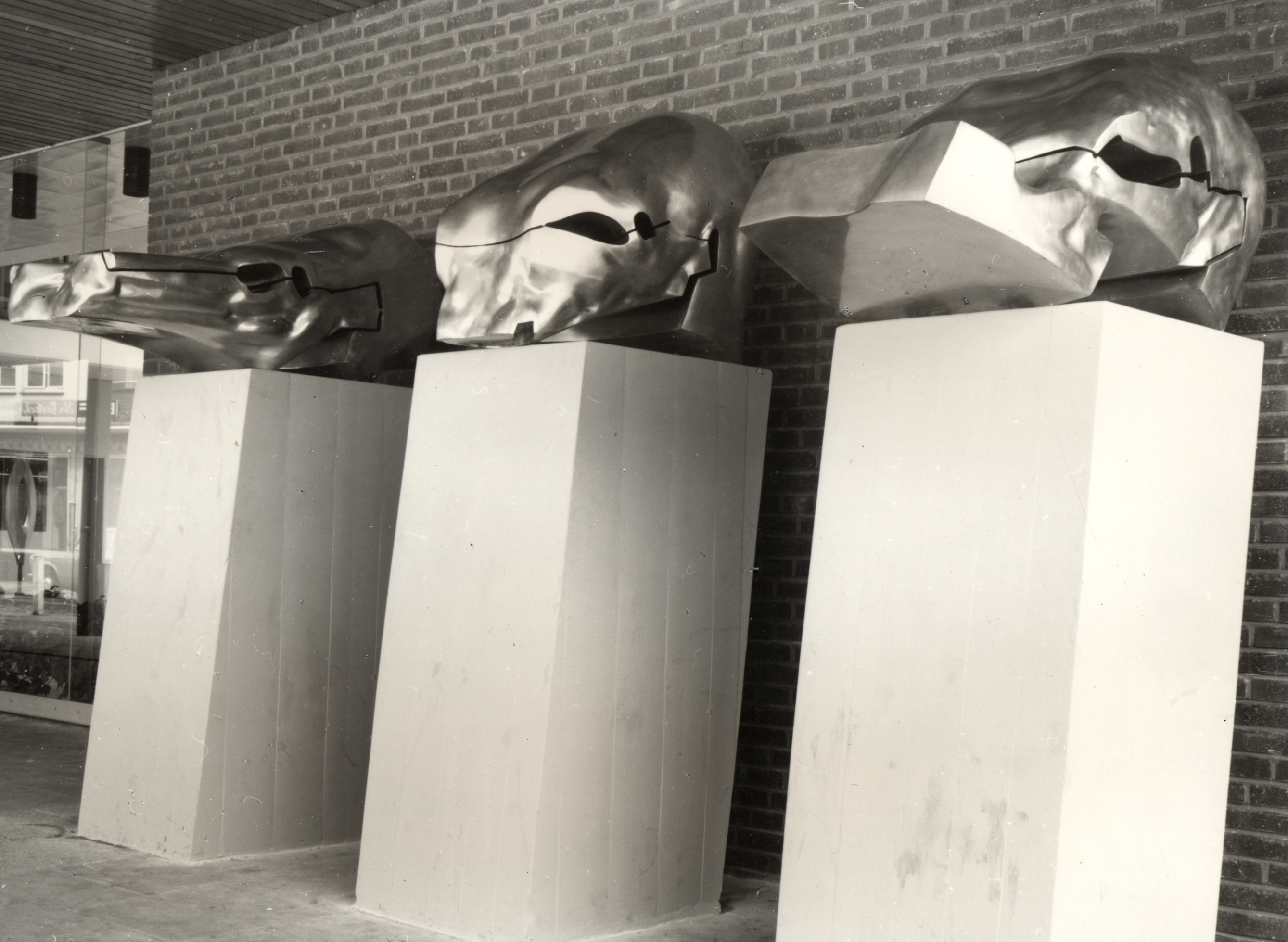
Bronzegruppe Be-Hauptungen an ihrem alten Standort vor dem Bremer Staatsarchiv

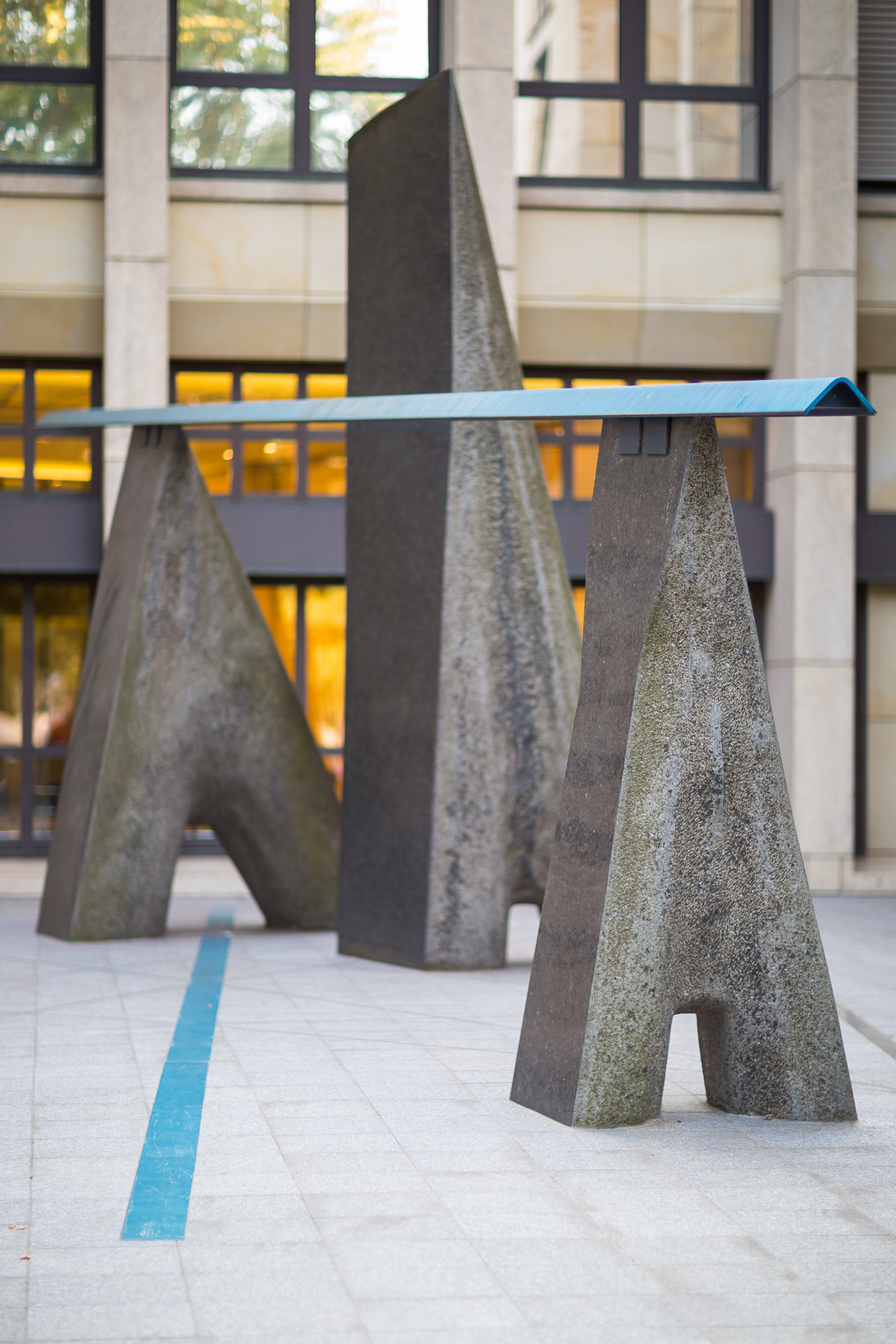
Triade, 1996/1997, Landeszentralbank Hannover, Georgsplatz

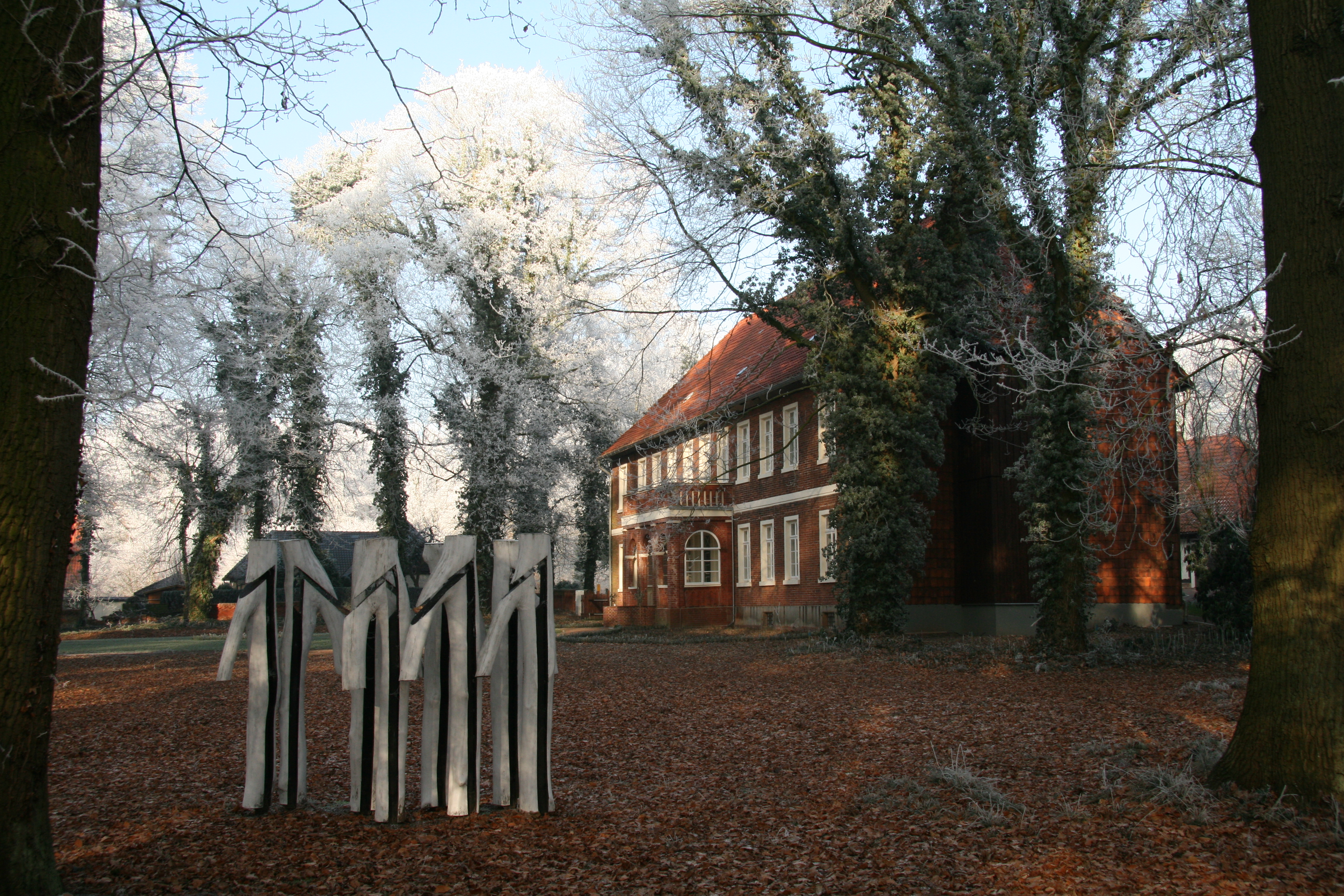
Skulpturengruppe Walgeflüster vor dem Syker Vorwerk – Zentrum für zeitgenössische Kunst, 2007

Louis Niebuhr (* 5. Februar 1936 in Syke; † 11. Januar 2025 ebenda) war ein deutscher Bildhauer und freier Grafiker.

## Leben
Anfang der 1950er-Jahre absolvierte Louis Niebuhr zunächst eine Stuckateurlehre. In seinem Beruf war er unter anderem eingebunden in die Wiederherstellung des Theaters am Goetheplatz, des Focke-Museums, des Konzertsaals Glocke in Bremen und des Stadttheaters Bremerhaven. Bereits damals belegte Niebuhr Zeichenkurse an der Staatlichen Kunstschule Bremen. Weitere künstlerische Bildung erlangte er auch durch eine längere Kunstrundreise durch Italien.
Von 1954 bis 1961 arbeitete er als Stuckateur bei Restaurierungsarbeiten von Kirchen in der Schweiz (unter anderem Kirche Sta. Maria Assunta Calanca, Oberdorf am Weissenstein, Baar-Zug, Savognin, Lain, Kapelle St. Meinrad auf dem Etzelpass, St. Maurice).
Während dieser Zeit absolvierte Niebuhr außerdem seine Meisterprüfung im Stuckateurhandwerk in Heilbronn und verbrachte mehrere Studienaufenthalte in Perugia, Rom und Florenz.
Von 1961 bis 1966 studierte Louis Niebuhr Bildhauerei an der Staatlichen Kunstschule Bremen bei Professor Gerhart Schreiter. Sein Studium finanzierte er durch die Ausführung von Auftragsarbeiten sowie Restaurierungsarbeiten am Übersee-Museum und an der Bremer Böttcherstraße.
Von 1969 bis 1972 lehrte Niebuhr an der Werkkunstschule Hannover, von 1974 bis 1977 an der Fachoberschule für Gestaltung in Bremen. Er verbrachte mehrere Arbeitsaufenthalte in Carrara in Italien (1980–91) und in Larvik (Norwegen; 1994–97). Seit 1971 ist Niebuhr Mitglied im Deutschen Künstlerbund.
Niebuhr lebte mit seiner Frau Beate Zitzlaff in Syke (Niedersachsen) und war in seinem Heimatort und international als Bildhauer tätig. Seine bevorzugten Werkstoffe sind Hartstuck, Marmor und Buche. Seit 1973 beteiligte er sich an Bildhauersymposien. Seine Werke befinden sich in privatem und in öffentlichem Besitz. Im Jahr 1991 organisierte er für seine Heimatstadt Syke ein europäisches Bildhauersymposium, welches Wilhelm Heile gewidmet war. Im Jahr 1992 wurde er mit dem Kulturpreis des Landkreises Diepholz ausgezeichnet.
In Syke befinden sich eine Reihe seiner Skulpturen im öffentlichen Raum und in der Sammlung Niebuhr/Zitlaff der Gemeinnützigen Stiftung Kreissparkasse Syke im Syker Vorwerk – Zentrum für zeitgenössische Kunst. Dank eines Schenkungsvertrages mit Louis Niebuhr und seiner Frau Beate Zitzlaff erhält die Stiftung für ihre Kunstsammlung seit dem Jahr 2005 in einem Rhythmus von zwei Jahren jeweils drei Arbeiten des Bildhauers.
Die Gemeinnützige Stiftung Kreissparkasse Syke wurde 1985 aus Anlass der Einweihung des Um- und Erweiterungsbaues der Sparkassenhauptstelle in Syke gegründet. Im Jahre 2011 wurde der Stiftungszweck um den Förderbereich Kunst und Kultur erweitert. Die Stiftung möchte bedeutende Künstlerinnen und Künstlern aus der Region und darüber hinaus fördern und ihnen mit dem 2007 eröffneten Syker Vorwerk ein Aktions- und Ausstellungsforum bieten. Mit Werken von Hans-Albert Walter und Louis Niebuhr wurden bereits zwei überregional bedeutende Künstler in die Sammlung aufgenommen, um ihre Arbeiten auf Dauer zu erhalten und sie in Ausstellungen und Publikationen der Öffentlichkeit zugänglich zu machen. Dem Künstlerehepaar Louis Niebuhr und Beate Zitzlaff sowie der Stiftung ist daran gelegen, dass eine Sammlung aus dem Gesamtwerk Niebuhrs zu dessen Lebzeiten und über dessen Tod hinaus erhalten bleibt. Zusätzlich zu dieser Regelung werden im Nachlass die Arbeiten von Beate Zitzlaff in die Sammlung mit eingebracht.
Als ordentliches Mitglied im Deutschen Künstlerbund nahm Louis Niebuhr zwischen 1969 und 1990 an fast allen DKB-Jahresausstellungen teil.

## Auszeichnungen
- 1969: Förderpreis des Landes Niedersachsen
- 1976: Stipendium des Landes Niedersachsen und Bremen, Cité Internationale des Arts Paris, Frankreich
- 1982: Stipendium des Landes Niedersachsen, Carrara, Italien
- 1992: Kulturpreis des Landkreises Diepholz

## Ausstellungen (Auswahl)
- 1969–1975, 1978, 1980, 1983, 1987–1989: Jahresausstellungen des Deutschen Künstlerbundes, Katalog
- 1972: Kunsthalle Bremen: Gruppe Kilo mit K.D. Boehm, Katinka Nicolai, Bernd Uiberall, K
- 1975: Haus der Kunst, München: Neue Gruppe, Gruppenausstellung, K
- 1975: XXII. Fiorino Biennale Internazionale, Forte di Belvedere, Florenz, mit Henriette Riederer für Deutschland, K
- 1976: Cité Internationale des Arts Paris, Frankreich, G
- 1978: Orangerie, Hannover: Die Bildende Kunst und das Tier, G
- 1984/1985: Städtische Galerie Nordhorn: Louis Niebuhr: Plastiken, Zeichnungen und Diaphragmen 1968–1984, Einzelausstellung, K
- 1985: Bremer Wallanlagen: Die Gegenwart der Skulpturen – Skulptur der Gegenwart, G, K („Im Rahmen des Projektes Im Park: Die Gegenwart der Skulpturen – Skulptur der Gegenwart präsentierten 37 Künstler ihre Werke in den Wallanlagen im Bereich Kunsthalle / Gerhard-Marcks-Haus in Bremen-Mitte.“[3])
- 1988: Museo del Marmor, Carrara, Italien; Willy-Brandt-Haus, Berlin; Hotel de Ville, Neuchâtel, Frankreich: Die Apuanische Skulptur zwischen Tradition und internationalen Einflüssen, G, K
- 1990: Japanisch-Deutsches Zentrum, Berlin: Begegnung durch Stein mit Gerson Fehrenbach, Yoshimi Hashimoto, Kazuto Kuetani, K
- 1992: Kreismuseum Syke, E, K
- 1997: Haugar Vestolf Kunstmuseum, Tønsberg, Norwegen: Skulpturen Photograttagen, E, K
- 2000: Kreismuseum Syke, E, K
- 2006: Kreissparkasse Syke: Transformationen, E
- 2007: Syker Vorwerk – Zentrum für zeitgenössische Kunst: Kulturpreisträger des Landkreises Diepholz, G, K
- 2007: Kunstverein Bad Salzdetfurth: Have a Good Nose, G, K
- 2008: Kunstverein Bad Salzdetfurth: …einen AUGEN-Blick, bitte!, G, K
- 2010/2011: Syker Vorwerk: Land schaffen – Landschaftsdarstellungen in der zeitgenössischen Kunst, G, K
- 2011: Syker Vorwerk: LOUIS NIEBUHR – Skulpturen Photograttagen Zeichnungen, E
- 2013: Deutscher Künstlerbund e.V., Projektraum, Berlin: aus ernst wird spaß ... das ironische in der kunst, G; mit der Arbeit Wildwechsel (1992)
- 2013: Kunstverein Bad Salzdetfurth: KUNST SAMMELN 7 – Werke aus der Sammlung der "Stiftung Kunstgebäude Schlosshof Bodenburg", G
- 2016: Syker Vorwerk: Einschnitt Querschnitt. Skulptur – Foto – Fotograttage, E

## Symposien
- 1973: Bildhaueraktion Gruppe Kontakt-Kunst, Lister Meile, Hannover, mit Otto Almstadt, Moritz Bohrmann, K
- 1974: Bildhaueraktion 1974, Präsident-Kennedy-Platz, Bremen, mit K.D. Boehm, Katinka Nicolai, Bernd Uiberall, K[4]
- 1979: Symposion Am Deichschart, Bremen, mit Romuald Frejer, Makoto Fujiwara, Hawoli, Ewert Hilgemann, Peter Jacobi, Anna-Maria und Wolfgang Kubach-Wilmsen, K[5]
- 1979: 1. Internationales Bildhauersymposion Bentheimer Sandstein, Kloster Frenswegen, mit Paul Damste, Anna-Maria und Wolfgang Kubach-Wilmsen, Rudi Pabel, Karl Prantl, K
- 1984: Weserufer, Bremen-Vegesack, mit Christa Baumgärtel, Jürgen Cominotto, Hawoli, Jürgen Kapp[6]
- 1984: Bildhauersymposium Deutscher Künstlerbund, Maschsee, Hannover, mit Heinrich Brumack, Jo Schöpfer, Günter Tollmann
- 1985: Steinbildhauer-Symposion Norge Larvik, Norwegen, mit Asbjørn Andresen, Jaques Benard, Dag Birkeland, Ioanna Filippidu, Makoto Fujiwara, Margit Lyckander, Karl Prantl, Hilde Rodal, Harald Wårvik, Knut Wold, K[7]
- 1986–1987: Menschenlandschaft Berlin, Schlesisches Tor, Berlin, mit Memet Akzoy, Andreas Frömberg, Andreas Wegner, Leslie Robins, Rudolf Valenta, K
- 1988: Europäische Kulturhauptstadt 1988 Berlin, Kemperplatz, Berlin, mit Volker Bartsch, Justus Chrukin, Regina Fleek, Klaus Großkopf, Sabine Grzimek, Peter Herbrich, Kazuto Kuetani, Janez Lenassi, Klaus Müller-Klug, Joachim-Fritz Schultze-Bansen, Klaus Schwabe, Werner Stötzer, Janos Stryk, K
- 1991: Formen für Europa – Formen aus Stein, Internationales Bildhauersymposion, Skulpturenwiese am Syker Gymnasium, mit Ioanna Filippidu, Miguel Ausili, Janez Lenassi, Jiří Seifert und Werner Stötzer, K
- 1997: 1. Northeimer Bildhauersymposium Kreissparkasse Northeim, mit Wolf Bröll und Ulrich Fox, K
- 2001: Begegnungen in Holz, Freudenburg Bassum, mit Miguel Ausili und Igor Dobicins
- 2002: Sommer-Atelier, Syker Vorwerk, mit Detlef Fritz Voges
- 2003: Natur-Skulptur-Natur, Syker Vorwerk, mit Rita Bieler, Susanne Specht, Eckhard Wesche, Herbert Eugen Wiegand, K

## Werke (Auswahl)
Skulpturen im öffentlichen Raum:
- 1973: Verlängerter Kopf (Kopfende) (Polnischer Sandstein; Bischofsmühle, Hildesheim)
- 1974: Be-Hauptungen (Skulpturenensemble 3-teilig, Bronze, Sockel, Beton; Grünanlage der Gustav-Deetjen-Allee in der Nähe des Bremer Bürgerparks. Bis 2003 stand es vor dem Bremer Staatsarchiv, Präsident-Kennedy-Platz. Es wurde im Rahmen der Verrückungs-Aktion Moving the City an seinen jetzigen Standort versetzt. „Das Kunstwerk von Louis Niebuhr besteht aus 3 Schädeln, die nebeneinander auf Sockeln lagern. Ihre Formen sind überzeichnet, die Häupter kahl, ohne Haar oder sonstige Kopfbedeckung. Diese Be-Hauptungen hat der Bildhauer Louis Niebuhr der Macht, die sich in früheren Jahrhunderten durch das Tragen von Hüten, den chapeaux claques zeigte, entgegen gestellt. Mit deren Aufkommen gingen Konkurrenz, Industrialisierung und Modernisierung einher. Maschinen waren Produktions- und Machtinstrumente, die widersprüchliche Gefühle wie Gewalt und Angst auslösten, aber auch lustbesetzt waren.“[8])
- Kommunikation (Hauptpostamt Oldenburg)
- 1979: Steingrat (Gruppenarbeit, Sandstein. „Die Bodenskulptur entstand im Rahmen eines Bildhauersymposions (9. Juli – 1. August 1979) auf der Grünfläche Am Deichschart/Werdersee. Das Steinmaterial entstammte dem abgerissenen Gebäudeflügel des Neorenaissancebaus der Bremer Post an der Domsheide. Details wie Zahlen, Bohrlöcher und andere Bearbeitungsspuren in der Steinoberfläche verweisen auf den ursprünglichen Bauzusammenhang. Die Bodenskulptur fügt sich in die natürliche Bewegung der Landschaft ein und schafft eine gedankliche Linie vom Werdersee über die Kleine Weser zur Weser. Das Kunstwerk entstand in Zusammenarbeit mit den Künstlern Romuald Frejer, Makoto Fujiwara, HAWOLI, Ewert Hilgemann, Peter Jacobi, Anna-Maria Kubach-Willmsen, Wolfgang Kubach.“[5])
- 1979: Frenswegener Kopf (Bentheimer Sandstein; Kunstwegen Nordhorn)
- 1981: Hommage à C.F. Gauß (Kopfzeichen) (Marmor; Danziger Strasse 40, Katasteramt (Lichthof), Göttingen[9])
- 1984: Puppenruhe MCMLXXXV-MMXV (Marmor; Grünanlage der Gustav-Deetjen-Allee in der Nähe des Bremer Bürgerparks. „Der Marmorstein lagert schwebend auf seinem Sockel. Eine horizontal und eine senkrecht verlaufende Fuge gliedern die in der Gesamtansicht geschlossene langgestreckte Figur. So kann der Betrachter z.B. eine Larve, ein schwangeres Wesen oder einen Sarkophag in ihr sehen. Leben, Verwandlung und Tod vereinen sich assoziativ. Die metaphorische Gestalt des Steines wird durch Schnitte, die Kreissegmenten folgen, geteilt. Die Einheit als Marmorblock als Naturgegenstand wird damit gebrochen. Die Plastik wird zum Symbol der Zukunftsungewissheit, zum Zeichen der Zerstörung von Natur oder ihrer sinnvollen Beherrschung. Es entstand 1984 während eines Bildhauer-Symposiums in Bremen-Vegesack. Von 1985 bis 2003 hatte es seinen Platz in der Fußgängerzone Vegesack. 2003 wurde es im Zuge der Verrückung von Kunstwerken Moving the City an seinen jetzigen Standort verlagert.“[10])
- Wolkentasche (Hannover)
- 1985: Mittagskopf (Labrador; Larvik, Norwegen)
- 1987: Puppenruhe (Marmor; Kunstprojekt Menschenlandschaft Berlin, Oberbaumstraße/Schlesisches Tor)
- 1988: Non-Stop (Carrara-Marmor; zunächst Berlin, Kemperplatz; seit 1994 Syke, Kreishaus-Gelände)
- Augenblicksbogen (Marmor; Landesbibliothek, Oldenburg)
- 1991: Paläotacho (Carrara-Marmor; Syke, Steinplatz am Gymnasium)
- 1996/1997: Triade (Labrador, Stahl; Landeszentralbank Hannover, Georgsplatz)
- 1997: Augenblickstein (Labrador; Alte Wache, Northeim)
- 2000: Transversale Fluchten (Buche; Syke, Gelände Kreismuseum; 2006 abgebaut)
- 2001: Kernschnitte und Doppel-Delta (Buche; Wald-Weg-Zeichen, Syke, Friedeholz; beide 2010 abgebaut)
- 2001: Spitzentanz und Kronenspiegel (Buche; Bassum, Parkgelände Freudenburg, Kronenspiegel 2006 abgebaut)
- 2002: Stammtisch (2011 abgebaut) und Waldgeflüster (oder auch Geflüster genannt; am 2. September 2014 abgebaut) (Buche; Syke, Parkgelände Syker Vorwerk)
- 2003: Zeughaus (am 2. September 2014 abgebaut; Buche; Syke, Parkgelände Syker Vorwerk)

Öffentliche Sammlungen:
- 1966: Magnetische Geste/Pilz II (Hartstuck; Sammlung Niebuhr/Zitzlaff Gemeinnützige Stiftung Kreissparkasse Syke, Syker Vorwerk – Zentrum für zeitgenössische Kunst)
- 1967: Magnetische Geste II (Hartstuck; Sammlung Niebuhr/Zitzlaff Gemeinnützige Stiftung Kreissparkasse Syke, Syker Vorwerk – Zentrum für zeitgenössische Kunst)
- 1968: Zirkumpolare Position/Knolle, Zirkumpolare Position/(Profilierter) Kopf, Zirkumpolare Position/Kreuzdame und Zirkumpolare Position/Entkernte Frucht (Hartstuck; Sammlung Niebuhr/Zitzlaff Gemeinnützige Stiftung Kreissparkasse Syke, Syker Vorwerk – Zentrum für zeitgenössische Kunst)
- 1968: Tester (Hartstuck; Städtische Galerie Schloss Wolfsburg)
- 1968/1969: Magnetische Geste/Pilz (Hartstuck; Sammlung Niebuhr/Zitzlaff Gemeinnützige Stiftung Kreissparkasse Syke, Syker Vorwerk – Zentrum für zeitgenössische Kunst)
- 1969: Kopf mit Dauerwelle, Zirkumpolare Position/Urner Apfel, Maske, Magnetische Geste III/Knospe und Zirkumpolare Position/Kopfwelle (Hartstuck; Sammlung Niebuhr/Zitzlaff Gemeinnützige Stiftung Kreissparkasse Syke, Syker Vorwerk – Zentrum für zeitgenössische Kunst)
- 1970: Kern/Kopfwelle (Hartstuck; Sammlung Niebuhr/Zitzlaff Gemeinnützige Stiftung Kreissparkasse Syke, Syker Vorwerk – Zentrum für zeitgenössische Kunst)
- 1972: Schädel eines Steppenvogels (Diaphragma; 1973 erworben von der Sammlung der Kunsthalle Bremen.)
- 1973: Mutatis Mutandis (Hartstuck, 2-teilig; Sammlung Niebuhr/Zitzlaff Gemeinnützige Stiftung Kreissparkasse Syke, Syker Vorwerk – Zentrum für zeitgenössische Kunst)
- 1979/1980: Vatertag (Marmor; Landesmuseum Oldenburg für Kunst und Kulturgeschichte)
- 1982/1983: Violenza (Carrara-Marmor; Landesmuseum Oldenburg für Kunst und Kulturgeschichte)
- Stele (Hartstuck; Sammlung Niebuhr/Zitzlaff Gemeinnützige Stiftung Kreissparkasse Syke, Syker Vorwerk – Zentrum für zeitgenössische Kunst)
- Baumtorsi (Haugar Vestolf Kunstmuseum, Tønsberg, Norwegen)